# مسابقة لقتل 100 شخص بالسيف

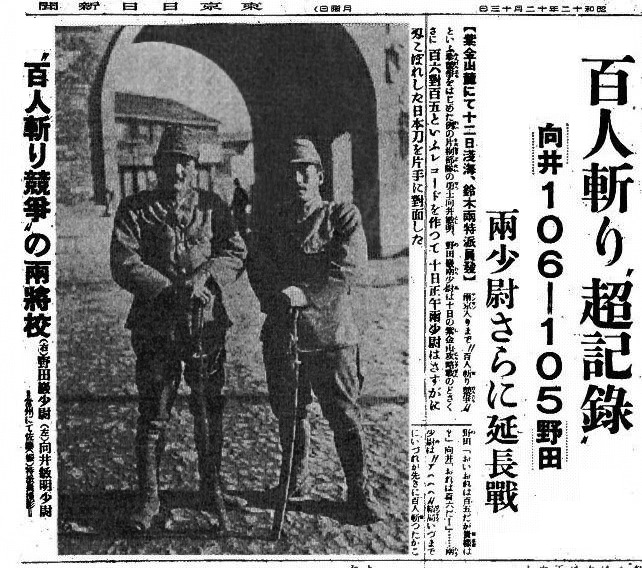
مقال 13 ديسمبر 1937 في صحيفة طوكيو عن مسابقة لقتل 100 شخص باستخدام السيف. موكاي (يسار) ونودا (يمين). يقول العنوان، "سجل لا يُصدق - موكاي 106-105 نودا - كلا المُلازمين يذهبان إلى جولات إضافية"

مسابقة لقتل 100 شخص بالسيف (باليابانية: 百 人 斬 り 競争) عبارة عن مُسابقة جرت بين «توشياكي موكاي» (3 يونيو 1912 - 28 يناير 1948) و«تسويوشي نودا» (1912 - 28 يناير 1948)، ضابطان في الجيش الإمبراطوري الياباني، أثناء غزو الصين. كان الهدف من المسابقة هو معرفة من يُمكنه قتل 100 أسير صيني قبل الآخر باستخدام السَيف. أُعدم الضابطان فيما بعد بتهمة ارتكاب جرائم حرب. منذ ذلك الوقت، كانت تاريخية الحدث موضع نزاع ساخن، غالبًا من قبل القوميين اليابانيين أو المؤرخين المُناضلين للإنكار الذين يسعون إلى إبطال تأريخ مذبحة نانجينغ.
ظهرت هذه القضية أولاً على شكل سلسلة مقالات في الصُحف اليابانية أبان الحرب العالمية الثانية، والتي احتفلت بالقتل "البطولي" للصينيين على يد ضابطين يابانيين، كانا قد انخرطا في مسابقة لمُعرفة من يُمكنه قتل أسرع عدد من الأسرى. تم إحياء القضية في السبعينيات، مما أثار جدلاً أكبر حول جرائم الحرب اليابانية في الصين، ولا سيما مذبحة نانجينغ. وصفت الروايات الأصلية المطبوعة في الصحيفة عمليات القتل بأنها قتال بالأيدي؛ ومع ذلك، اقترح المؤرخون أنهم كانوا على الأرجح جزءًا آخر من عمليات القتل الجماعي واسعة النطاق للسُجناء الصينيين العُزل.

## روايات زمن الحرب
عام 1937 غطت صحيفة ماينيتشي شيمبون مُنافسة بين ضابطين يابانيين، «توشياكي موكاي» (向 井 敏明) و«تسويوشي نودا» (野 田 毅)، حيث قال الرجُلان أنهما يتنافسان لمعرفة من يُمكنه قتل 100 شخص أولًا مُستخدمًا السيف. من المُفترض أن المسابقة جرت في طريقها إلى نانجينغ، قبل مذبحة نانكينغ الشائنة، وتمت تغطيتها في أربع مقالات من 30 نوفمبر 1937 إلى 13 ديسمبر 1937؛ تم ترجمة الأخيرين في صحيفة اليابان تايمز:
من المُفترض أن كلا الضابطين تجاوزا هدفهما خلال خضم المعركة، مما يجعل من الصعب تحديد الضابط الذي فاز بالفعل في المسابقة. لذلك، قرروا بدء مُسابقة أخرى بهدف قتل 150 شخصًا.

لاحظ جنود ومؤرخون آخرون عدم احتمالية ورود الحدث البطولي المزعوم للملازمين، والذي تضمن قتل عدو تلو الآخر في قتال شرس بالأيدي. «نودا» نفسه، عند عودته إلى مسقط رأسه، اعترف بذلك خلال خطاب:
في الواقع، لم أقتل أكثر من أربعة أو خمسة أشخاص في قتال بالأيدي ... لقد واجهنا خندقًا للعدو كُنا قد استولينا عليه، وعندما صرخنا، "ني، لاي لاي!" (أنت، تعال إلى هُنا!)، كان الجنود الصينيون أغبياء للغاية، فقد اندفعوا نحونا جميعًا مرة واحدة. ثم نصطفهم ونُطلق عليهُم النار، من أحد طرفي الخط إلى الطرف الآخر. لقد تم الإشادة بي لقتلي مائة شخص، لكن في الواقع، قُتل جميعهم تقريبًا بهذه الطريقة. لقد خاض كلانا مُسابقة، لكن بعد ذلك. كثيرًا ما سُئلت عما إذا كان أمرًا جلل، ويكون جوابي كلا لم يكن أمرًا جلل ...

## المحاكمة والأعدام
بعد الحرب، وجد سجل مكتوب للمسابقة طريقه إلى وثائق المحكمة العسكرية الدولية للشرق الأقصى. في عام 1947، اعتقل الجيش الأمريكي الجنديين واحتجزا في سجن سوجامو. ثم تم تسليمهم إلى الصين وحوكمتهم محكمة جرائم الحرب في نانجينغ. أثناء المحاكمة مع الرجلين كان «جونكيشي تاناكا»، نقيب بالجيش الياباني قتل شخصيًا أكثر من 300 أسير حرب صيني ومدني بسيفه أثناء المذبحة. أُدين الرجال الثلاثة بارتكاب فظائع خلال معركة نانكينغ والمذبحة اللاحقة، وحُكم عليهم بالإعدام. في 28 يناير 1948، أُعدم الثلاثة رميًا بالرصاص في نانجينغ، كان كل من «موكاي» و«نودا» يبلغان من العمر 35 عامًا؛ وكان «تاناكا» 42.

## روايات زمن ما بعد الحرب

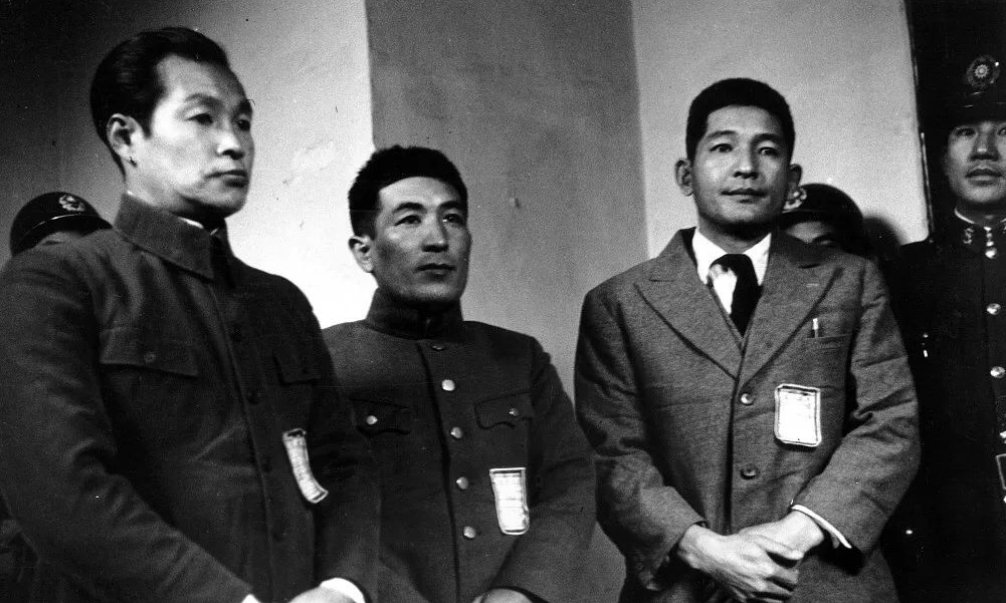
«نودا» (وسط) «موكاي» (على يمينه)، أثناء مُحاكمتهم بتهمة ارتكاب جرائم حرب في الصين. «جونكيشي تاناكا» (على اليسار).

في اليابان، فُقدت قصة المُسابقة في غموض التاريخ حتى عام 1967، عندما نشر «توميو هورا» (أستاذ التاريخ في جامعة واسيدا) وثيقة تتكون من 118 صفحة تتعلق بأحداث نانكينج. لم يتم الإبلاغ عن القصة من قبل الصحافة اليابانية حتى عام 1971، عندما لفت الصحفي الياباني «كاتسوتشي هوندا» انتباه الجمهور إلى القضية بسلسلة من المقالات المكتوبة لـصحيفة ماينيتشي شيمبون، والتي ركزت على مُقابلات مع الناجين الصينيين خلال الحرب العالمية الثانية والمذابح.
في اليابان، أثارت المقالات جدلًا حادًا حول مذبحة نانكينغ، حيث كانت صحة مسابقة القتل نقطة مُثيرة للجدل بشكل خاص. على مدى السنوات التالية، جادل العديد من المؤلفين حول ما إذا كانت مذبحة نانكينغ قد حدثت بالفعل، مع كون وجهات النظر حول هذا الموضوع أيضًا مؤشرًا على ما إذا كانوا يعتقدون أن المسابقة كانت افتراءًا أم لا. طالب كل من صحيفة «سانكي شيمبون» والسياسي الياباني «تومومي إينادا» علنًا شركتي الإعلام بالتحديد ماينيتشي بالتراجع عن تقاريرهما عن المسابقة في زمن الحرب.

في عمل لاحق، وضع «كاتسوتشي هوندا» حساب مسابقة القتل في سياق تأثيرها على القوات الإمبراطورية اليابانية في الصين. في إحدى الحالات، يشير «هوندا» إلى وصف السيرة الذاتية للمحارب الياباني المُخضرم «شينتارو أونو» للتأثير على سيفه بعد قطع رؤوس تسعة سجناء على التوالي. يقارن «أونو» تجاربه بتجارب الملازمين من مسابقة القتل. على الرغم من أنه كان يؤمن بالحكايات الملهمة للقتال بالأيدي في شبابه، إلا أنه بعد تجربته الخاصة في الحرب أصبح يعتقد أن عمليات القتل كانت على الأرجح عمليات إعدام وحشية. يضيف «أونو»:
مهما كان ما تقوله، من السُخف الجدال حول ما إذا كان قد حدث بهذه الطريقة أو بهذه الطريقة عندما يكون الموقف واضحًا. كان هناك مئات الآلاف من الجنود مثل موكاي ونودا، بمن فيهم أنا، خلال تلك السنوات الخمسين من الحرب بين اليابان والصين. على أي حال، لم يكن هذا الأمر أكثر من حدث مألوف خلال ما يُسمى بالاضطراب الصيني.
في عام 2000، كتب «بوب واكباياشي» أن "مسابقة القتل نفسها كانت افتراء"، لكن الجدل الذي أحدثته "زاد من معرفة الشعب الياباني بالفظائع وزاد من وعيهم بأنهم ضحايا في حرب عدوان إمبريالي على الرغم من الجهود المبذولة لعكس ذلك من خلال التحريفون المحافظون ". صرح «جوشوا فوغل» أن قبول رواية الصحيفة "على أنها صحيحة ودقيقة يتطلب قفزة إيمانية لا يستطيع أي مؤرخ متوازن القيام بها".
يتضمن النصب التذكاري لمذبحة نانكينغ في الصين عرضًا للمسابقة من بين العديد من المعروضات. اقترح مقال في صحيفة اليابان تايمز أن وجوده يسمح للمراجعين بـ "زرع بذور الشك" حول دقة مجموعة المعروضات بأكملها.

## دعوى قضائية
في أبريل 2003، رفعت عائلات «توشياكي موكاي» و«تسويوشي نودا» دعوى تشهير ضد «كاتسويتشي هوندا»، و«كاشيوا شوبو»، وصحيفة «ماينيتشي شيمبون»، وطالبوا بتعويض قدره 36 مليون ين. في 23 أغسطس 2005، رفض قاضي محكمة طوكيو الجزئية «أكيو دوي» الدعوى على أساس أن "الواقعة قد حدثت ولم يتم تلفيقها من قبل وسائل الإعلام". صرح القاضي أنه على الرغم من أن المقال الأصلي في الصحيفة تضمن "عناصر كاذبة"، إلا أن الضباط اعترفوا بأنهم تسابقوا لقتل 100 شخص و "من الصعب القول إنها كانت من قبيل الخيال". بعض الأدلة من قتل الأسرى الصينيين أظهرها المُتهمون، واعترفت المحكمة باحتمالات قتل أسرى الحرب بالسيف. في ديسمبر 2006، أيدت المحكمة العليا في اليابان قرار محكمة منطقة طوكيو.